# Priscilla Rattazziová
Priscilla Rattazziová (nepřechýleně Priscilla Rattazzi; * 1956) je italská fotografka, jejíž práce jsou již více než čtyři desetiletí prezentovány v mezinárodních časopisech, galeriích a muzeích.

## Osobní život
Priscilla Rattazziová se narodila v Římě v Itálii a do Spojených států přišla na počátku sedmdesátých let. Vystudovala fotografii na Sarah Lawrence College a absolvovala v roce 1977. Objevila se ve filmu Richarda Avedona „Avedon: Fotografie 1947-1977 spolu se svou tetou Marellou Agnelli, modelkami Dovimou a Suzy Parkerovou a herečkami Sophií Lorenovou, Brigitte Bardotovou a Elizabeth Taylorovou. Rattazziová byla vdaná třikrát; nejprve za filmového producenta Alexe Pontiho (svatba 1980; rozvod 1982), poté za německého investičního bankéře Clause Moehlmanna (svatba 1984; rozvod 1990) a za podnikatele ve vzdělávání Chrise Whittlea (svatba 1990; rozvod 2022). Je matkou tří dětí, Maximiliana Moehlmanna, Andrey Whittleové a Sashy Whittleové.

## Kariéra
Rattazziová pracovala jako asistentka fotografa Hira v letech 1977 až 1978, poté se stala módní a portrétní fotografkou v New Yorku v průběhu 80. let. Její fotografie byly publikovány v Brides, Self, Redbook, New York a The New York Times Magazine. V Itálii se její práce objevily ve Vogue Italia, Donna a Amica. Rattazziová je autorkou pěti knih a jednoho portfolia v limitované edici. Zorganizovala deset galerijních samostatných výstav a jednu muzejní výstavu. Její poslední výstava: HOODOOLAND (Staley-Wise gallery 2020) byla uvedena v The New York Times, stejně jako v Town & Country, AirMail a La Repubblica. V lednu 2022 byla Rattazziová pozvanou přednášející na The Society of The Four Arts v Palm Beach na Floridě.

## Knihy
- Una Famiglia byla Priscillinou první knihou. Bylo soukromě vytištěno k 60. narozeninám její matky a bylo rodinným albem rodiny Agnelli.

Vydané knihy
- Best Friends je sbírka fotografií lidí se svými psy (Rizzoli, 1989)
- Children je sbírka fotografií dětí v raném dětství (Rizzoli, 1992)
- Georgica Pond je desetiletý průzkum vodní plochy na East Endu Long Island (Callaway, 2000)
- Luna & Lola je příběhem dvou Priscilliných psů, zlatého retrívra a jezevčíka; metaforický příběh rodinného života (Callaway, 2010)

## Výstavy
- Staley-Wise Gallery, New York. V souvislosti s vydáním její knihy Nejlepší přátelé (1989)
- Knoxville Museum of Art, Knoxville, Tennessee (1992)
- Glenn Horowitz knihkupec, East Hampton, New York (2003)
- Galerie Jacka Banninga, New York. Série portrétů herců, producentů a režisérů pro filmový festival Tribeca (2003)
- Galerie Valentina Moncada, Řím, Itálie (2004)
- East End Books and Gallery, East Hampton, New York (2006)
- Paul Fisher Gallery, West Palm Beach, Florida (2008)
- Ralph Lauren obchody v East Hampton a Milán. V souvislosti s uvedením její knihy Luna & Lola (2010)
- Galerie Staley-Wise, New York. "Vybrané fotografie": 1975-2013 (2014)
- Galerie Staley-Wise, New York. „HOODOOLAND“, série fotografií skalních útvarů pořízených v letech 2018–2019 kolem národního památníku Grand Staircase-Escalante v Utahu. (2020)